# Алешино (городской округ город Шахунья)
Алешино — деревня в городском округе город Шахунья Нижегородской области России.

## География
Деревня находится в северо-восточной части Нижегородской области, в подзоне южной тайги, к западу от автодороги 22Н-4803, на расстоянии приблизительно 4 километров (по прямой) к северо-западу от города Шахуньи, административного центра района. Абсолютная высота — 134 метра над уровнем моря.
Климат
Климат характеризуется как умеренно континентальный, с относительно коротким тёплым летом и холодной продолжительной зимой. Среднегодовая температура — 2,3 °C. Средняя температура воздуха самого тёплого месяца (июля) — 25 °C (абсолютный максимум — 36 °C); самого холодного (января) — −10,1 °C (абсолютный минимум — −41 °C). Среднегодовое количество атмосферных осадков составляет 550—600 мм, из которых 60 % выпадает в вегетационный период (со среднесуточными температурами не ниже 5 °C).
Часовой пояс
Деревня Алешино, как и вся Нижегородская область, находится в часовой зоне МСК (московское время). Смещение применяемого времени относительно UTC составляет +3:00.

## Население
| 1999 | 2002 | 2010 |
| ---- | ---- | ---- |
| 3    | ↗6   | ↘0   |

Национальный состав
Согласно результатам переписи 2002 года, в национальной структуре населения русские составляли 100 % из 6 чел.